# Ignazio Ceffalia
Ignazio Ceffalia (Palermo, 28 de abril de 1975) é um prelado italiano da Igreja Católica Ítalo-Albanesa pertencente ao serviço diplomático da Santa Sé.

## Biografia
Recebeu a ordenação presbiteral em 6 de agosto de 2003, sendo incardinado na Eparquia de Piana degli Albanesi.
É licenciado em direito canônico.
Tendo entrado no serviço diplomático da Santa Sé em 1 de julho de 2006, trabalhou nas nunciaturas apostólicas no Equador, na Tailândia, na Missão Permanente junto ao Conselho da Europa em Estrasburgo, na Seção de Relações com Estados e Organizações Internacionais da Secretaria de Estado e, mais recentemente, na Venezuela.
É fluente, além do italiano nativo, em albanês, inglês, espanhol, e francês.
Em 25 de março de 2025, foi nomeado pelo Papa Francisco como núncio apostólico na Bielorrússia, com a dignidade de arcebispo titular de Fiorentino. Recebeu a ordenação episcopal em 22 de maio seguinte, na Basílica de São Pedro, do Cardeal Secretário de Estado, Pietro Parolin, coadjuvado pelo cardeal Francesco Montenegro, arcebispo emérito de Agrigento e por Paul Richard Gallagher, secretário da Seção para as Relações com os Estados.